# The Spanish Girl
The Spanish Girl è un cortometraggio muto del 1909 scritto, prodotto, interpretato e diretto da Gilbert M. 'Broncho Billy' Anderson.

## Trama
"Bud" Wilson, caposquadra del ranch Circle A, ha una storia d'amore con Lola Gonzales, una danzatrice spagnola.

## Produzione
Il film, che fu prodotto dall'Essanay Film Manufacturing Company, venne girato in Colorado, a Golden.

## Distribuzione
Distribuito dalla Essanay Film Manufacturing Company, il film - un cortometraggio in una bobina - uscì nelle sale cinematografiche USA il 18 dicembre 1909.